# 維謝格拉德
維謝格拉德（匈牙利語：Visegrád；德语：Plintenburg，音譯普林滕堡）是匈牙利的城鎮，位於該國北部多瑙河右岸，由佩斯州負責管轄，面積33.27平方公里，2011年人口1,859，其中約七成居民信奉天主教。它以文艺复兴早期匈牙利国王马加什一世的夏宫遗址和中世纪城堡而闻名。

## 參看
- 維謝格拉德集團：匈牙利與捷克、波蘭、斯洛伐克

## 外部連結
- Visegrád home page （页面存档备份，存于）
- Street map （页面存档备份，存于） （匈牙利文）
- Aerial photography: Visegrád （页面存档备份，存于） （匈牙利文）